# Ford Abeille
La Ford Abeille  est la version utilitaire de la Ford Vedette, un modèle fabriqué à partir de 1948 par la filiale de Ford en France (Ford SAF) qui avait hérité d'un projet américain de voiture bon marché pour l'après guerre, que la maison mère avaient abandonné outre-Atlantique. La production de l'Abeille quant à elle débute en 1952 et finit en 1954. Elle conserve la carrosserie à "dos rond" et hayon en deux parties lorsque la Vedette est restylée à l'automne 1952. Courant 1953, le pied milieu amovible est optionnel tandis que la présentation extérieure se veut moins austère (chromes). Pour le millésime 1954, la palette de couleur s'élargit et la calandre grillagée spécifique est abandonnée au profit du modèle équipant la Vedette.